# Груєво
Гру́єво (болг. Груево) — село в Кирджалійській області Болгарії. Входить до складу общини Момчилград.

## Населення
За даними перепису населення 2011 року у селі проживали 715 осіб.
Національний склад населення села:
| Національність   | Кількість осіб | Відсоток |
| ---------------- | -------------- | -------- |
| турки            | 353            | 81,7%    |
| цигани           | 71             | 16,4%    |
| болгари          | 5              | 1,2%     |
| інша             | 0              | 0%       |
| не визначились   | 3              | 0,7%     |
| Всього відповіли | 432            |          |

Розподіл населення за віком у 2011 році:
Динаміка населення: